# Erioconopa symplectoides
Erioconopa symplectoides là một loài ruồi trong họ Limoniidae. Chúng phân bố ở miền Cổ bắc.